# Teorema di Cauchy (teoria dei gruppi)
In matematica, il teorema di Cauchy è un teorema della teoria dei gruppi finiti; afferma che, se {\displaystyle G} è un gruppo finito di ordine {\displaystyle n>1}, e {\displaystyle p} è un numero primo che divide {\displaystyle n}, allora esiste in {\displaystyle G} un elemento di ordine {\displaystyle p}, e quindi un sottogruppo con {\displaystyle p} elementi.
Prende nome da Augustin-Louis Cauchy.
Il teorema di Cauchy è un inverso parziale del teorema di Lagrange, ed è generalizzato dal primo teorema di Sylow (che garantisce l'esistenza di sottogruppi di ordine {\displaystyle p^{k}} se {\displaystyle p} è un numero primo e {\displaystyle p^{k}} divide l'ordine del gruppo).

## Dimostrazione
Sia {\displaystyle G} un gruppo e {\displaystyle p} un primo che divide l'ordine del gruppo. Consideriamo il seguente insieme di {\displaystyle p}-uple di elementi di {\displaystyle G}:
{\displaystyle P=\{(a_{1},a_{2},\ldots ,a_{p})\mid a_{1}a_{2}\cdots a_{p}=e\}},
dove {\displaystyle e} è l'identità del gruppo.
L'insieme {\displaystyle P} contiene esattamente {\displaystyle n^{p-1}} elementi: i primi {\displaystyle p-1} possono essere scelti ciascuno in {\displaystyle n} modi distinti, mentre la scelta dell'ultimo è obbligata (deve essere l'inverso di {\displaystyle a_{1}\cdots a_{p-1}}).
Diciamo ora che due {\displaystyle p}-uple sono equivalenti se e solo se una è ottenibile dall'altra permutandone ciclicamente gli elementi; ovvero, le {\displaystyle p}-uple equivalenti a {\displaystyle (a_{1},\ldots ,a_{p})} sono quelle del tipo
{\displaystyle (a_{t},a_{t+1},\ldots ,a_{p},a_{1},\ldots ,a_{t-1})},
per un intero {\displaystyle t} compreso tra {\displaystyle 1} e {\displaystyle p}. Questa è una relazione di equivalenza; le classi di equivalenza possono anche essere considerate come le orbite dell'azione naturale di {\displaystyle \mathbb {Z} _{p}} su {\displaystyle P}.
Se tutti gli elementi della {\displaystyle p}-upla {\displaystyle (a_{1},a_{2},\ldots ,a_{p})} sono uguali, allora essa è l'unico elemento della sua classe di equivalenza; d'altro canto, se due elementi della {\displaystyle p}-upla sono distinti, allora (essendo {\displaystyle p} un numero primo) la classe di equivalenza comprende esattamente {\displaystyle p} elementi.
Esiste almeno una {\displaystyle p}-upla in {\displaystyle P} con tutti gli elementi uguali, quella in cui sono tutti uguali all'elemento neutro; di conseguenza, se non ce ne fossero altre, si avrebbe
{\displaystyle \vert P\vert =n^{p-1}=1+hp},
dove {\displaystyle h} è un intero positivo. Poiché {\displaystyle p} divide {\displaystyle n}, questo è assurdo, e quindi deve esistere un {\displaystyle a} diverso dall'elemento neutro tale che {\displaystyle (a,a,\ldots ,a)\in P}; in particolare, l'ordine di {\displaystyle a} è esattamente {\displaystyle p}.

## Conseguenze
Una conseguenza immediata di questo teorema è il fatto che, se tutti gli elementi di un gruppo finito hanno per ordine una potenza di {\displaystyle p}, allora anche l'ordine {\displaystyle n} del gruppo è una potenza di {\displaystyle p}: se infatti {\displaystyle n} fosse diviso da un altro primo {\displaystyle q}, esisterebbe un sottogruppo con {\displaystyle q} elementi, contro l'ipotesi.